# Kvalita elektrické energie
Kvalita elektrické energie určuje požadované parametry elektrické energie u odběratelů. Synchronizace frekvence a fáze napětí umožňuje elektrickým systémům fungovat určeným způsobem bez významného omezení funkčnosti nebo životnosti. Tento termín se používá k popisu elektrické energie, která je dodávána do elektrického spotřebiče (její požadované parametry popisují normy ČSN EN 50160 ed. 3:2011 Charakteristiky napětí elektrické energie dodávané z veřejných distribučních sítí a ČSN EN 60038 Jmenovitá napětí CENELEC), lze jej však vztáhnout také ke schopnosti spotřebiče správně fungovat. Bez naplnění požadovaných parametrů elektrické energie mohou elektrická zařízení nebo spotřebiče fungovat chybně, mít zkrácenou životnost nebo nefungovat vůbec. Elektrická energie může být málo kvalitní v mnoha ohledech, stejně jako existuje mnoho důvodů, které nízkou kvalitu způsobují.
Odvětví elektroenergetiky se skládá z výroby elektrické energie, přenosu elektrické energie a distribuce elektrické energie k elektroměru na pozemku koncového odběratele elektrické energie. Elektrická energie poté prochází rozvodným systémem koncového odběratele až do zátěže. Komplexnost systému přenosu elektrické energie z místa výroby do místa spotřeby kombinovaná se změnami v počasí, objemu výroby a spotřeby a dalších faktorech skýtá mnoho příležitostí pro snížení kvality elektrické energie. 
Přestože „kvalita elektrické energie“ je často užívaný termín, ve skutečnosti se vztahuje spíše ke kvalitě napětí než ke kvalitě výkonu a proudu. Jednoduše řečeno, výkon je tok energie a proud odebíraný zátěží je těžko kontrolovatelný. 
Kvalita elektrické energie je určena frekvencí. Frekvence 50 Hz je základ. Při frekvenci 45 Hz obdržíme horší energii, to poznáme např. u tkalcovského stavu, u zařízení, které využívá frekvence elektřiny ze sítě. 

## Úvod
Kvalita elektrické energie může být popsána jako souhrn hodnot parametrů jako jsou:
- nepřetržitost dodávky
- změna ve velikosti napětí
- přechodné napětí a proudy
- obsah harmonických složek v průbězích střídavého proudu

V kontextu kvality elektrické energie je vhodné uvažovat o této kvalitě jako o problému kompatibility. Je zařízení připojené k rozvodné síti kompatibilní s událostmi v síti a je energie dodávaná sítí včetně těchto událostí kompatibilní s připojeným zařízením? Problém kompatibility má vždy alespoň dvě řešení – zlepšit parametry v samotné síti, nebo zvýšit odolnost zařízení.
Tolerance zařízení ke zpracování dat na odchylky napětí je často charakterizována normalizovanou křivkou, která udává velikost a trvání napěťových odchylek, které jsou v mezích tolerance zařízení. 
V ideálním případě má střídavé napětí sinusový průběh s amplitudou a frekvencí danou normami (v případě síťových parametrů) nebo systémovými specifikacemi (v případě napájení ne přímo připojenému k síti) s impedancí nula ohmů na všech frekvencích.